# Халецкий, Ян
Ян Халецкий (1807, Райжяй, Алитусское районное самоуправление — 1883 или 21 декабря 1879, Париж) — польский генерал периода Январского восстания, генерал-майор Русской императорской армии, старейший из польских полководцев, служивших в рядах повстанцев.

## Биография
Принадлежал к татарскому роду Халецких.
Служил офицером русской гвардии, а затем был командиром Киевского гусарского полка в звании генерал-майора. Принимал участие в Крымской войне. После начала восстания 1863 года в Польше оставил службу в царской армии и присоединился к повстанческим войскам на Волыни. В августе 1863 года в Галичине генерал Эдмунд Ружицкий поручил ему командование 2-м русским кавалерийским полком (Волынский полк), стоявшим под Тарнополем. В связи с объявлением австрийцами 29 февраля 1864 года осадного положения отряд Халецкого был рассредоточен и в боевых действиях участия не принимал. Самый высокопоставленный и опытный офицер регулярной армии не сыграл никакой роли в восстании.
После того, как полк был распущен и восстание провалилось, Ян Халецкий эмигрировал во Францию и принимал активное участие в организациях независимости Польши в кругу отеля «Ламберт». Участник боёв Парижской Коммуны 1871 года. Владислав Мицкевич отмечал в своих воспоминаниях, что во время Парижской Коммуны генерал Халецкий вывешивал на балконе своей квартиры российский флаг, чтобы избежать агрессии с обеих сторон.